# Quadro de medalhas dos Jogos Olímpicos de Inverno de 1988
Este é o quadro de medalhas dos Jogos Olímpicos de Inverno de 1988, realizados em Calgary, Canadá. O ordenamento é feito pelo número de medalhas de ouro, estando as medalhas de prata e bronze como critérios de desempate em caso de países com o mesmo número de ouros. Se, após esse critério, os países continuarem empatados, posicionamento igual é dado e eles são listados alfabeticamente. Este é o sistema utilizado pelo Comitê Olímpico Internacional.
| Ordem | País                   | Medalha de ouro | Medalha de prata | Medalha de bronze |     |
| ----- | ---------------------- | --------------- | ---------------- | ----------------- | --- |
| 1     | URS União Soviética    | 11              | 9                | 9                 | 29  |
| 2     | GDR Alemanha Oriental  | 9               | 10               | 6                 | 25  |
| 3     | SUI Suíça              | 5               | 5                | 5                 | 15  |
| 4     | FIN Finlândia          | 4               | 1                | 2                 | 7   |
| 5     | SWE Suécia             | 4               |                  | 2                 | 6   |
| 6     | AUT Áustria            | 3               | 5                | 2                 | 10  |
| 7     | NED Países Baixos      | 3               | 2                | 2                 | 7   |
| 8     | FRG Alemanha Ocidental | 2               | 4                | 2                 | 8   |
| 9     | USA Estados Unidos     | 2               | 1                | 3                 | 6   |
| 10    | ITA Itália             | 2               | 1                | 2                 | 5   |
| 11    | FRA França             | 1               |                  | 1                 | 2   |
| 12    | NOR Noruega            |                 | 3                | 2                 | 5   |
| 13    | CAN Canadá             |                 | 2                | 3                 | 5   |
| 14    | YUG Iugoslávia         |                 | 2                | 1                 | 3   |
| 15    | TCH Checoslováquia     |                 | 1                | 2                 | 3   |
| 16    | JPN Japão              |                 |                  | 1                 | 1   |
| 16    | LIE Liechtenstein      |                 |                  | 1                 | 1   |
| TOTAL | TOTAL                  | 46              | 46               | 46                | 138 |

## Referência
- Quadro de medalhas - Calgary 1988, página do Comitê Olímpico Internacional